# 毛原大樹
毛原 大樹（けはら ひろき、1982年 - ）は、日本の美術家・アーティスト・造形作家である。東京芸術大学大学院修了。別名コジマ ラジオとしても知られる。
微弱な電波を利用したラジオ・テレビ放送を介して生まれる、あらゆる「関係性」をテーマに、プロジェクト形式の活動（「町中アート大学」「最後のテレビ」など）や、作品を制作。主な展覧会に『会話する塔』（せんだいメディアテーク、2009年）、『都市のエフェクト』（ヒロミヨシイギャラリー、2009年）、『ヨコハマ国際映像祭2009』（2009年）、『BankART Life2』（2009年）など。